# USS Juneau (CL-52)
Lo USS Juneau (Pennant number CL-52) fu un incrociatore leggero della United States Navy, appartenente alla classe Atlanta. Entrata in servizio nel febbraio del 1942 ed attiva durante la seconda guerra mondiale sul fronte del Pacifico, la nave venne affondata il 13 novembre 1942 dopo la fine della battaglia navale di Guadalcanal, colpita da siluri lanciati dal sommergibile giapponese I-26.
L'unità è particolarmente famosa per l'episodio dei "cinque fratelli Sullivan", cinque fratelli tutti appartenenti all'equipaggio del Juneau e tutti periti nel suo affondamento; l'evento fu alla base dell'approvazione della Sole Survivor Policy, la politica adottata dalle forze armate statunitensi per esonerare membri di una stessa famiglia dall'arruolamento se hanno perso altri parenti durante il servizio militare.

## Storia
Impostata nei cantieri navali Federal Shipbuilding & Drydock Co. di Kearny il 27 maggio 1940, la nave fu varata il 25 ottobre 1941 con il nome di Juneau, in onore dell'omonima città capitale dell'Alaska, la prima unità della US Navy a portare questo nome. Entrò in servizio il 14 febbraio 1942 sotto il comando del capitano Lyman Knute Swenson, appena tre mesi dopo l'entrata in guerra degli Stati Uniti, grazie ad un accelerato programma di prove in mare lungo la costa atlantica.
Verso la fine di maggio del 1942, il Juneau fu dislocato nei Caraibi, al largo di Guadalupa e Martinica, per vigilare sui movimenti delle unità della Francia di Vichy; completato questo ciclo di operazioni, ritornò a New York per completare gli allestimenti, e nell'agosto seguente partì alla volta dell'oceano Pacifico: dopo una sosta a Tonga e nella Nuova Caledonia, il 10 settembre fu aggregato alla Task Force 18 (TF 18) del retroammiraglio Leigh Noyes, con cui prese parte alla successiva campagna di Guadalcanal. Il 15 settembre partecipò alle operazioni di soccorso dell'equipaggio della portaerei USS Wasp, nave ammiraglia della TF 18 affondata dal sommergibile giapponese I-19; dopo aver trasferito i naufraghi a Espiritu Santo, fu quindi riaggregato alla TF 17 e continuò ad operare al largo di Guadalcanal. Il 26 ottobre l'incrociatore prese parte alla battaglia delle isole Santa Cruz, senza riportare danni.
L'8 novembre il Juneau fu riassegnata alla TF 69 dell'ammiraglio Richmond Turner come scorta antiaerea della portaerei USS Enterprise, salpando dalla Nuova Caledonia con un convoglio diretto a Guadalcanal; durante la navigazione, il 12 novembre il convoglio fu attaccato da aerei giapponesi, e il Juneau ne rivendicò l'abbattimento di sei. Nella notte del 13 novembre seguente, la nave fu coinvolta negli eventi della prima battaglia navale di Guadalcanal: il Juneau fu aggregato ad una formazione navale incaricata di contrastare l'incursione di una squadra giapponese, diretta a bombardare l'aeroporto di Henderson Field a Guadalcanal. Le due formazioni si affrontarono in uno scontro confuso nel mezzo dell'oscurità a partire dalle 01:48 del 13 novembre: posta sul retro della formazione americana, il Juneau fu colpito sul lato sinistro da un siluro lanciato dal cacciatorpediniere giapponese Yudachi, che provocò gravi danni e gli impedì di partecipare al resto della battaglia.
Lo scontro terminò verso le 2:30, quando la formazione giapponese ruppe il contatto e si ritirò; appruato ma ancora capace di sviluppare 13 nodi, il Juneau ricevette l'ordine di recarsi a Espiritu Santo insieme ad altre navi americane danneggiate nello scontro. Pochi minuti dopo le 11:00 la formazione fu intercettata dal sommergibile giapponese I-26, che lanciò due siluri verso il Juneau: l'incrociatore fu colpito in pieno da entrambi: il secondo colpì nello stesso punto del primo, causando una potente esplosione che spezzò in due la nave. Quel che rimaneva dello scafo affondò alle coordinate 10°34′S 161°44′E; almeno 140 membri dell'equipaggio sopravvissero, ma le restanti navi della formazione non si fermarono per prestare aiuto; i soccorsi arrivarono otto giorni dopo, e solo 10 superstiti dell'equipaggio furono recuperati vivi.
Il relitto venne ritrovato e filmato nel marzo 2018 dalla nave oceanografica R/V Petrel di Paul Allen, che poche settimane prima aveva ritrovato il relitto della portaerei USS Lexington.